# Hygrophorus pudorinus
Hygrophorus pudorinus är en svampart som först beskrevs av Elias Fries, och fick sitt nu gällande namn av Elias Fries 1836. Hygrophorus pudorinus ingår i släktet Hygrophorus och familjen Hygrophoraceae.  Artens status i Sverige är: Ej påträffad. Inga underarter finns listade i Catalogue of Life.

## Bildgalleri

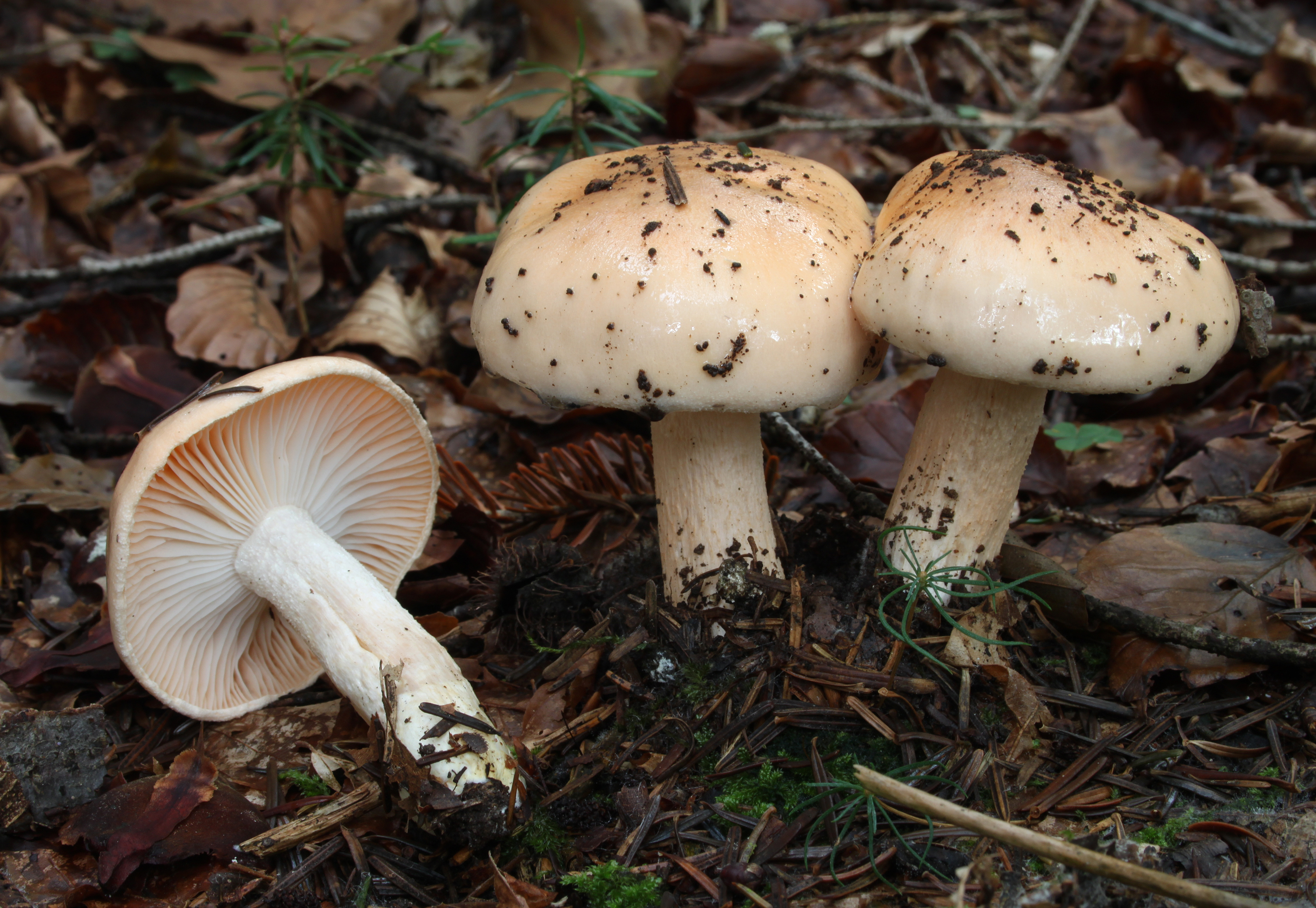
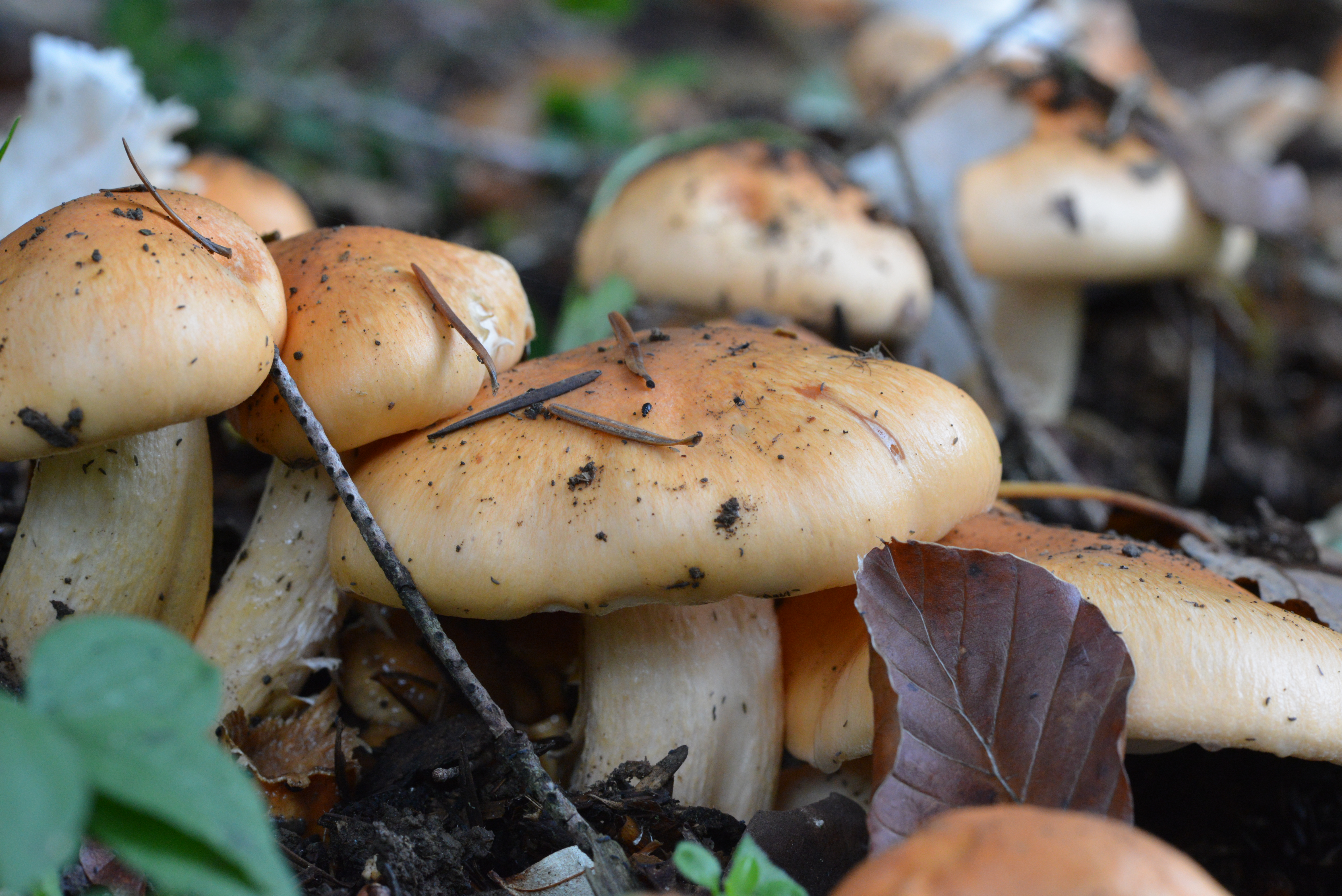